# NGC 3853
NGC 3853 is een elliptisch sterrenstelsel in het sterrenbeeld Leeuw. Het hemelobject werd in 1871 ontdekt door de Franse astronoom Alphonse Louis Nicolas Borrelly.

## Synoniemen
- UGC 6712
- MCG 3-30-81
- ZWG 97.107
- PGC 36535